# Hymna Korejského císařství
Hymna Korejského císařství se v korejštině jmenuje Ägukga (애국가, Vlastenecká píseň, Hymna); vzhledem k tomu, že identický název má i současná hymna Jižní Koreje a také hymna Severní Koreje, používá se pro rozlišení název Tähan Čeguk Ägukga (대한제국 애국가, Vlastenecká píseň Korejského císařství).
Hymna vznikla za císaře Kodžonga v roce 1901, složil ji německý hudebník Franz Eckert, který byl v té době kapelníkem korejské vojenské hudby. Poprvé byla oficiálně provedena 9. září 1902 u příležitosti císařových narozenin. Hymna byla používána i v období japonské okupace Koreje v letech 1910–1945, došlo ale ke změnám v textu; původní text, napsaný po vzoru evropských hymen, básnická modlitba za svobodu a mír korejského národa, byl zakázán a nahrazen za chvalozpěv na japonského císaře a jeho moc. Původní text byl dlouhou dobu byl pokládán za ztracený, nalezen byl až shodou okolností v roce 2004.